# Иоанн Комнин (доместик схол)
Иоанн Комнин (ср.-греч. Ἰωάννης Κομνηνός; около 1015, Константинополь, Византия — 12 июля 1067, Константинополь, Византия) — византийский аристократ, отец императора Алексея I.

## Биография
Иоанн Комнин родился приблизительно в 1015 году в семье видного военачальника Мануила Эротика Комнина. После смерти отца он вместе со старшим братом Исааком воспитывался в Студийском монастыре в Константинополе. В 1057 году Исаак стал императором и пожаловал брату (к тому времени дуксу) титул куропалата и должность доместика Запада. Никифор Вриенний Младший пишет, что Иоанн оставил свои деяния населению балканских провинций в качестве «бессмертного памятника», но неясно, что конкретно он имел в виду. Больше источники ничего не сообщают о деятельности Иоанна в качестве доместика.
В 1059 году Исааку пришлось отречься от престола из-за болезни. По данным Вриенния, он хотел сделать своим преемником брата, но тот отверг его предложение, несмотря на давление жены. Однако в историографии есть мнение, что это выдумка, призванная оправдать узурпацию трона сыном Иоанна. Императором стал Константин X Дука, при котором Комнин не упоминается в источниках (это может указывать на немилость монарха, хотя Вриенний пишет о «большом почёте»). К 1067 году Иоанн был монахом в Студийском монастыре. Там он и умер 12 июля 1067 года.

## Семья
Иоанн Комнин был женат (предположительно с 1044 года) на Анне Далассине, дочери Алексея Харона. Супруга, надолго пережившая его, возглавляла большую семью и сыграла важную роль в воцарении одного из сыновей, Алексея. В общей сложности в браке Иоанна и Анны родились пятеро сыновей и три дочери:
- Мануил (приблизительно 1045—1071), куропалат и протостратор[9];
- Мария (приблизительно 1047 — после 1094), жена Михаила Таронита[10];
- Исаак (приблизительно 1050—1102/04), севастократор[11];
- Евдокия (приблизительно 1052 — после 1136), жена Никифора Мелиссина[12];
- Феодора (приблизительно 1054 — после 1136), жена Константина Диогена[13];
- Алексей I (1057—1118), император Византии в 1081—1118 годах[14];
- Адриан (приблизительно 1060—1105), протосеваст[15];
- Никифор (приблизительно 1062 — после 1136), севаст и друнгарий флота[16].